# Фьюмефреддо-ди-Сицилия
Фьюмефреддо-ди-Сицилия (итал. Fiumefreddo di Sicilia) — коммуна в Италии, располагается в регионе Сицилия, подчиняется административному центру Катания.
Население составляет 9581 человек, плотность населения составляет 798 чел./км². Занимает площадь 12 км². Почтовый индекс — 95013. Телефонный код — 095.
Покровителем коммуны почитается святой Иосиф Обручник. Праздник ежегодно празднуется 19 марта.